# Section française de l’Internationale ouvrière
Den franske sektion af arbejdernes Internationale (SFIO) (fransk: Section française de l’Internationale ouvrière (SFIO) eller Parti Socialiste Unifié – Section Française de l'Internationale Ouvrière) var et fransk socialdemokratisk parti, der blev dannet i 1905, og som blev en del af Parti Socialiste i 1969.
Selv om Anden Internationale gik i opløsning omkring 1917, så beholdt partiet navnet Den franske sektion af arbejdernes Internationale (SFIO) indtil 1969.
Der havde været mindre socialistiske partier i Frankrig siden 1879. I årene 1900–1905 blev nogle af partiene lagt sammen, og SFIO opstod. 
I 1920 brød det kommunistiske parti (PCF) ud af SFIO.

## Kendte politikere fra partiet
- Vincent Auriol (1884–1966) var den Fjerde franske republiks første præsident i 1947–1954.
- Pierre Bérégovoy (1925–1993) var fransk regeringsleder i 1992–1993.
- Léon Blum (1872–1950) var regeringsleder tre gange i 1936–1947. Han var den første socialist og jøde, der blev fransk regeringsleder.
- Jean Jaurès (1859–1914) blev myrdet, da han forgæves forsøgte at forhindre 1. verdenskrig.
- Paul Lafargue (1842–1911), svigersøn til Karl Marx, i 1891 blev Lafargue det første socialistiske medlem af den franske nationalforsamling.
- Pierre Laval (1883–1945) var regeringslederfire gange i 1931–1944. Henrettet for sin rolle under Vichy-regeringen.
- Pierre Mauroy (1928–2013) var regeringsleder i 1981–1984.
- Léopold Sédar Senghor (1906–2001) medlem af den franske nationalforsamling 1945–1958, ministerposter i den franske regering 1955–1956 og 1959–1961, Senegals første præsident i 1960–1980.
- Philibert Tsiranana (1912–1978) medlem af den franske nationalforsamling 1956–1958, havde en ministerpost i den franske regering 1959–1961, Madagascars første præsident i 1959–1972.